# Éther (physique)
Pour les articles homonymes, voir Éther.
En physique, le terme d'éther a recouvert plusieurs notions différentes selon les époques. Les différents éthers considérés par les physiciens sont « des substances subtiles distinctes de la matière et permettant de fournir ou transmettre des effets entre les corps ». Ces effets divers ont été les trajectoires des planètes (pour Descartes), la transmission de la force gravitationnelle (Isaac Newton), le transport de la lumière (depuis Descartes, Robert Hooke, Newton et bien d'autres jusqu'au début du XXe siècle), le transport de la force électrique, magnétique, et ensuite du courant électromagnétique, voire de la création de charge électrique chez certains corps, ainsi que la création d'une force répulsive, autour des corps, contrecarrant la gravitation (pour Pierre-Simon de Laplace expliquant les phénomènes gazeux).
L'étude théorique de l'éther luminifère (transmetteur de la lumière) a été l'occasion de développer la notion d'élasticité, a permis de prévoir certains résultats expérimentaux en considérant la lumière comme une onde transmise par un éther considéré comme un fluide aux propriétés diverses (Christian Huyghens, Augustin Fresnel, entre autres). Ce milieu, non accessible directement à l'expérimentation, fut aussi l'occasion de comparer les méthodes inductive et déductive (John Stuart Mill et William Whewell ont été particulièrement actifs dans ce débat).
Une fois les équations de James Clerk Maxwell établies, il y eut de multiples tentatives pour formuler une théorie d'un éther qui soit transporteur mécanique de ces ondes électromagnétiques (Maxwell fut le premier à s'y essayer), mais aucune ne permit de prendre en compte toutes les propriétés de l'électromagnétisme, même dans les cas les plus simples. Les expériences de Michelson et Morley sur l'optique des corps en mouvement poussa à l'abstraction dans de telles théories (Hendrik Lorentz, Joseph Larmor), et l'apparition de la relativité restreinte mit un terme à tous ces travaux, reléguant les questions sur l'éther à des considérations générales notamment au sujet des fluctuations du vide quantique.

## L'éther dans l'Antiquité
À l'origine, Éther est un dieu primordial de la mythologie grecque, personnifiant les parties supérieures du ciel, ainsi que sa brillance ; cela nous est resté au travers de la langue poétique classique, où l'on parle d'éther pour un ciel pur. Empédocle, a qui l'on doit la théorie classique des quatre éléments, parle fréquemment de l'éther comme d'une entité différente. Platon mentionne dans le Timée (58 d) l'éther comme « la forme de l'air la plus pure ». Aristote, dans son traité Du ciel, introduit un nouvel élément qui n'existe que dans la sphère céleste et dont la particularité est de se mouvoir en cercle sans avoir besoin d'une force extérieure.

« Il est de toute nécessité qu'il existe un corps simple dont la nature soit de se mouvoir selon la translation circulaire, conformément à sa propre nature… En dehors des corps qui nous entourent ici-bas, il existe un autre corps, séparé d'eux, et possédant une nature d'autant plus noble qu'il est plus éloigné de ceux de notre monde. »

— (Aristote, Du ciel, I, 2).
Cette nouveauté, qui a créé bien de confusions, a fini par être assimilée à l'éther, sans que toutefois Aristote ait utilisé le mot pour la désigner. Étant le « plus noble », l'élément céleste n'est jamais désigné par Aristote comme le cinquième. C'est durant la période hellénistique, lorsque les textes d'Aristote sont plus ou moins soustraits à la circulation, que différentes interprétations amalgament ce qu'il nomme « le premier corps » à l'éther et aussi à la substance de l’âme. Aux premiers siècles, une sorte de consensus entérine la confusion. Par exemple, selon Sextus Empiricus, la notion d'éther remonterait au pythagoricien Ocellos (ou bien à Philolaos) :

« Ocellos de Lucanie et Aristote aux quatre éléments ont adjoint un cinquième corps, doté d'un mouvement circulaire et dont ils pensent qu'il est la matière des corps célestes. »

— (Sextus Empiricus, Contre les mathématiciens, X, 316).
Le Pseudo-Plutarque donne une version tout aussi approximative :

« Aristote tient que le dieu suprême est une forme séparée, appuyée sur la rondeur et sphère de l'univers, laquelle est un corps éthéré (aithérion sôma) et céleste, qu'il appelle le cinquième corps : et que, tout ce corps céleste étant divisé en plusieurs sphères de natures cohérentes et séparées seulement d'intelligence, il estime chacune de ces sphères-là être un animal composé de corps et d'âme, desquelles le corps est éthéré, se mouvant circulairement, et l'âme raison immobile cause de mouvement, selon l'action. »

Les idées des Stoïciens ont fortement marqué la compréhension de l'éther et elles ont eu un impact considérable dans les expositions en latin. Cicéron (Tusculanes, I, 10) ajoute qu'Aristote soutient que « l'âme tire son origine » de ce cinquième élément aussi appelée la quintessence. Le stoïcien Cléanthe tient l'éther pour le dieu souverain.
Une image synoptique de la confusion régnante a été brossée par André-Jean Festugière : « Dans les plus anciens auteurs, « éther » désigne le ciel (Homère, L’Iliade, 412 ; Hésiode, Les Travaux et les Jours, 18)… Le mot « éther » avait été employé déjà par Empédocle, mais pour désigner l'air atmosphérique, par opposition au brouillard… Anaxagore est le premier à avoir fait la distinction entre air et éther, mais ce qu'il désignait sous le nom d'éther était le feu (fragments 59 A 43, 59 A 73)… À partir du Phédon de Platon, l'espace entre l'air et le ciel des fixes (région du feu) devient l'éther, séjour des dieux astres. Platon attribue à l'éther son caractère spécifique d'être toujours en mouvement. L'éther est considéré comme une espèce de l'air, l'espèce la plus pure. Platon distinguait trois sortes d'éther : l'air supérieur, l'air atmosphérique, l'air brouillard… C'est avec l’Épinomis et le De la philosophie d'Aristote [ouvrage de jeunesse], deux ouvrages contemporains [vers 350 av. J.-C.], que nous voyons apparaître la notion d'éther, cinquième corps. L’Épinomis mentionne une première fois l'éther comme cinquième corps (981 c 6), comme une sorte d'air plus subtil et plus pur : l'éther n'est pas, d'ailleurs, le séjour des astres (celui-ci est le feu), mais, comme l'air, celui d'êtres démoniques de nature translucide, qui servent d'intermédiaires entre les hommes et les dieux visibles [les astres] (984 b). Les fragments du De la philosophie d'Aristote montrent que la notion d'éther cinquième corps y tient une place importante. Les Anciens ont unanimement regardé Aristote comme l'inventeur de la doctrine de l'éther cinquième élément. Aristote a toujours la suite éther, feu, air, eau, terre, et c'est l'ordre qui prévaudra, l'éther (et non le feu) étant alors considéré comme la matière des astres et l'élément où ils séjournent. L'âme est un mouvement perpétuel parce qu'elle est tirée de l'éther qui court toujours. Enfin, cet éther aristotélicien est une chaleur, il est principe de chaleur, donc de vie. » 
Les pythagoriciens récents, dans les Mémoires pythagoriques (IIIe s. av. J.-C.) semblent admettre trois éthers : 1) le chaud (le feu solaire astral et divin), 2) le froid (l'air) et 3) le dense (l'eau, le sérum, le liquide, le sang…), et deux sortes d'âmes : 1) une âme faite d'éther chaud, l'intellect (correspondant à la vie animale), et 2) une âme faite d'un mélange de deux éthers, chaud et froid, vapeur, l'âme végétative (correspondant au non-vivant, c'est-à-dire au non-sentant et non-mobile).
Aux dernières années du Ier siècle av. J.-C. Xénarque écrit un traité Contre le cinquième élément dont la connaissance devient indispensable dans toute discussion de l'éther. Cesare Cremonini écrit une réfutation en 1616 et Galilée le mentionne encore. Entre-temps l'éther ou quintessence est devenu une conception importante pour les alchimistes. À leur tour ils interprètent l'élément incorruptible qu'Aristote a défini par son absence de contraire. On en discute encore jusqu'au XIXe siècle où les métaphysiciens notamment s'en emparent.

## L'éther gravitationnel en physique pré-relativiste
René Descartes élabora une mécanique des tourbillons pour expliquer que le mouvement des planètes est dû à de grands tourbillons d'éther (matière subtile composée de minuscules globules transparents) remplissant l'espace et qui les emportent et les maintiennent sur leurs trajectoires. Cette physique qualitative était propre à justifier le mouvement des planètes de manière mécaniste, en réfutant l'existence du vide, envisagé par lui comme un néant. Ce même éther était supposé transmettre instantanément la lumière sous la forme d'une pression.
Après avoir réfuté la théorie des tourbillons de Descartes (vers 1680), Isaac Newton élabore sa théorie de la gravitation universelle où la force gravitationnelle se transmet instantanément d'un corps à l'autre, sur des distances quelconques et à travers l'espace, vide ou non.
Newton, bien que satisfait de l'efficacité de sa théorie, ne se satisfaisait pas de cette situation où une force se transmet à travers le vide. Dans une lettre de Newton à Richard Bentley en 1692 : « Que la gravité soit innée, inhérente et essentielle à la matière, en sorte qu'un corps puisse agir sur un autre à distance au travers du vide, sans médiation d'autre chose, par quoi et à travers quoi leur action et force puissent être communiquées de l'un à l'autre est pour moi une absurdité dont je crois qu'aucun homme, ayant la faculté de raisonner de façon compétente dans les matières philosophiques, puisse jamais se rendre coupable. »
Ainsi, dans le Scholium général du livre III des Principia, conçoit-il une « espèce d'esprit très subtil qui pénètre à travers tous les corps solides », ajoutant que « c'est par la force, et l'action de cet esprit que les particules des corps s'attirent mutuellement » : un éther mécanique, emplissant l'espace et permettant la transmission de la force gravitationnelle.
Cet éther est médiateur de la force gravitationnelle mais n'y est pas soumis, et semble soustrait aux caractéristiques et principes physiques énoncés dans les Principia. Newton soutenait ce point de vue à partir de considérations théologiques, disant que l'espace est le sensorium Dei, sorte d'organe sensoriel de Dieu qui lui permet de transmettre les influences d'un corps à l'autre,. Cet éther est toujours resté une hypothèse sous-jacente, n'intervenant pas dans les calculs, ayant le statut d'hypothèse rassurante quant à la cohérence de cette théorie. Pour Newton, cet éther était le même que celui qui transmettait la lumière, considérée comme composée de corpuscules de tailles différentes et transmettant des oscillations à l'éther qui créaient les couleurs.

## L'éther luminifère en physique pré-relativiste
Jusqu'à l'avènement de la relativité restreinte, les physiciens élaborèrent des théories d'un éther luminifère : milieu diffusant la lumière considérée comme une onde, la difficulté étant d'élaborer une théorie cohérente rendant compte de toutes les observations faites sur la lumière alors qu'aucune expérience ne permettait de mettre en évidence les propriétés de l'éther considéré comme fluide ou milieu physique.
René Descartes (chez qui la notion d'onde n'était pas clairement formulée), Robert Hooke et Christian Huygens ont supposé que, comme le son dans l'air ou les ondes à la surface d'un milieu liquide, la lumière se propageait dans un fluide : l'éther. L'éther, subtil, c'est-à-dire indétectable puisqu'il ne freine aucun corps, était censé remplir l'univers, puisque la lumière des étoiles nous parvient.
Newton considéra un éther répondant aux fortes contraintes du transport de la force gravitationnelle : dispensé d'être soumis aux mêmes principes que la matière ordinaire, il était doué d'un rôle actif assimilé à l'intervention de Dieu sur le monde naturel. Cet éther sera parfois assimilé au feu de Hermann Boerhaave, au début du XVIIIe siècle, substance impondérable pénétrant l'espace et les corps, et ayant un pouvoir répulsif opposé au pouvoir attractif des corps.
Au XVIIIe siècle furent développées des théories de l'éther subtil, rendant compte des phénomènes électriques et magnétiques, de l'optique, mais aussi de la chaleur et la chimie, en prenant souvent comme modèles ceux de Newton et de Boerhaave. Benjamin Franklin expliquait l'électrification et la décharge électrique des corps par la présence d'un éther composé de particules attirées par les corps mais se repoussant entre elles. Pour John Canton, l'éther était l'air lui-même. Pour André-Marie Ampère, un éther universel impondérable et composé de deux électricités de signes opposés expliquait la force pondéromotrice entre les circuits électriques.
En 1801, Thomas Young développa l'interprétation de la lumière comme vibration d'un éther, pour rendre compte de phénomènes liés à la diffraction à l'aide de l'interférence des ondes. Mais son modèle ne rendait pas compte de la polarisation, et cet éther impondérable (comme celui de Benjamin Thompson à propos de la chaleur, celui de Humphry Davy à propos de l'électrochimie) n'attira pas l'intérêt des savants alors qu'à l'époque de nombreuses propriétés s'expliquaient par des forces d'attractions entre particules de matières (la capillarité, la cohésion des solides, les réactions chimiques, etc.). Pierre-Simon de Laplace émit l'hypothèse d'un éther appelé calorique et produisant une force répulsive entre les particules de matières, et qui permettait de rendre la théorie corpusculaire de la lumière cohérente avec la double réfraction de Huygens.
À partir de 1830, la théorie d'Augustin Fresnel, suivant laquelle la lumière est une ondulation d'un éther, s'impose : pour rendre compte de la polarisation, ce que ne pouvait faire la théorie de Young, il dut considérer l'éther comme solide et élastique. Ce modèle permit de prévoir plusieurs effets inattendus (par exemple la polarisation circulaire, la réfraction conique). L'étude des éthers solides et élastiques, dont les vibrations forment la lumière, sera un thème de recherche jusqu'à la fin du XIXe siècle. Augustin-Louis Cauchy étudiant l'élasticité trouva une expression de la vitesse de propagation des ondes transversales (la lumière étant une onde transversale dans la théorie de Fresnel) et James MacCullagh déduit les lois de l'optique cristalline d'une fonction de Lagrange de l'éther. Le nombre des hypothèses sur l'éther augmente dans l'espoir de trouver un accord entre les propriétés observées de la lumière et celles des ondes supposées se propager à travers un solide élastique.
Ce corps élastique avait des propriétés étranges : il doit être d'une rigidité quasi infinie pour transmettre la lumière des lointaines étoiles, tout en offrant une résistance nulle au déplacement des objets matériels (puisque la Terre tourne autour du Soleil sans en être ralentie). George Gabriel Stokes montra qu'il suffisait pour cela que l'éther fût doté d'une faible viscosité pour laisser les corps le traverser lentement, et il retrouva ainsi le coefficient d'entraînement partiel de l'éther par les corps réfringents qu'avait déjà proposé Fresnel pour expliquer l'aberration. En 1851, Hippolyte Fizeau vérifia expérimentalement la valeur de ce coefficient pour de l'eau en mouvement.
Hermann Helmholtz et William Thomson, s'inspirant du magnétisme, proposèrent des éthers dotés de mouvements rotatoires. Pour ses travaux unifiant l'électricité et le magnétisme, James Clerk Maxwell s'appuya sur l'idée de champ de force due à Michael Faraday pour éliminer de ces domaines la notion d'action à distance. Le champ ou lignes de force est une sorte de répartition spatiale de l'influence d'un corps, en attente de la présence d'un autre corps à influencer, et se modifiant à vitesse finie ; sans hypothèse matérielle sur l'éther remplissant l'espace géométrique et portant ce champ. Maxwell proposa ensuite un modèle d'éther qu'il voulait compatible avec sa théorie de l'électromagnétisme, notamment les ondes électromagnétiques qu'il avait mises en évidence dans ses équations et qu'il identifiait à la lumière : cet éther était composé de « tourbillons moléculaires entourés de roues libres, dont le mouvement était analogue au courant électrique ».
George Francis Fitzgerald, comparant les éthers de Maxwell et de MacCullagh, en montra les analogies et en affina les propriétés, faisant ainsi de l'éther de Maxwell un concurrent sérieux de l'éther luminifère solide et élastique. Les expériences de Heinrich Hertz confirmaient que les ondes électromagnétiques de Maxwell sont semblables en bien des points aux ondes lumineuses, et par conséquent consolidaient la confiance envers l'éther de Maxwell, mais celui-ci ne fut jamais assez performant pour tenir compte de toutes les propriétés de l'optique et de l'électromagnétisme, « malgré les efforts considérables des savants ».
En 1887, le résultat de l'expérience de Michelson-Morley, sur l'optique des corps en mouvement, contredisait les prévisions de toutes les théories de l'éther. Hendrik Lorentz et Joseph Larmor, chacun à sa manière, tentèrent de concevoir des théories plus abstraites de l'éther pour tenir compte de ces résultats. Au début du XXe siècle, les avis des physiciens étaient partagés, certains mettant en doute l'existence de l'éther, les autres — beaucoup plus nombreux — étant sûrs de sa réalité.
« Peu nous importe que l'éther existe réellement, c'est l'affaire des métaphysiciens ; l'essentiel pour nous c'est que tout se passe comme s'il existait et que cette hypothèse est commode pour l'explication des phénomènes. Après tout, avons-nous d'autre raison de croire à l'existence des objets matériels ? Ce n'est là aussi qu'une hypothèse commode ; seulement elle ne cessera jamais de l'être, tandis qu'un jour viendra sans doute où l'éther sera rejeté comme inutile. »
— Henri Poincaré, La Science et l'hypothèse (Chapitre 12)
En 1905, Albert Einstein proposa sa théorie de la relativité restreinte d'où l'éther est absent et où la vitesse de la lumière est la même pour tout référentiel inertiel, déclarant qu'il n'y avait nul besoin en physique de la notion d'éther.

## L'éther après 1905
La conception et la perception de l'éther, après 1905, ont été profondément influencées par les travaux d'Albert Einstein sur la théorie de la relativité, restreinte en 1905, puis générale en 1916. Par la suite, la perception de l'éther par Einstein continue à évoluer avec ses travaux sur la grande unification des champs.

### 1905: Einstein nie l'existence de l'éther
Avant la publication de ses premiers travaux, Einstein étudie la théorie de l'éther de Lorentz, à travers les livres de Paul Drude, à laquelle il accorde une attention particulière. Cet éther luminifère reste dans un repos absolu et constitue un référentiel préférentiel dans lequel les phénomènes électromagnétiques prennent place, et dans lequel la lumière possède une vitesse constante. Bientôt, il rejette ce concept de référentiel préférentiel, car il juge que cela introduit une asymétrie inacceptable entre les lois de la mécanique, qui ne dépendent pas d'un référentiel, et la théorie de l'électromagnétisme.
En 1905, Einstein propose la relativité restreinte qui postule l'équivalence totale des lois de la physique, y compris électromagnétiques, quel que soit le référentiel. Cela implique la constance de la vitesse de la lumière, quel que soit le référentiel, et rend sans objet le concept d'éther. À partir de ce moment, et jusqu'en 1916, Einstein va nier toute réalité au concept d'éther. Mais il s'avère difficile de convaincre les physiciens de l'époque de l'absence d'éther, et notamment Lorentz qui n'en sera jamais convaincu. D'après Kostro, c'est l'insistance de Lorentz qui mènera Einstein à une nouvelle position à partir de 1916. En attendant, face aux oppositions, il tente en 1909 de justifier l'absence d'éther par un nouvel argument faisant usage d'une dualité onde-corpuscule de la lumière dont il vient de proposer une amélioration de la théorie : pour lui, l'énergie de la lumière et son impulsion sont véhiculées par un quantum autonome, qui n'a nul besoin de support ni d'éther.
En 1913, Einstein développe la relativité générale. Dans un premier temps, il trouve dans cette théorie des raisons supplémentaires d'abandonner complètement l'éther ; il écrit à Ernst Mach, « il devient absurde d'attribuer des attributs physiques à l'espace », et le total arbitraire avec lequel les variables d'espace et de temps sont choisies « dépouille l'espace des derniers vestiges de réalité ». Or, la conception de l'éther de Lorentz, telle que présentée par Drude, impliquait précisément d'attribuer des caractéristiques physiques, et donc une certaine « réalité », à l'espace. Pour Einstein la cause de l'éther est dès lors entendue.

### 1916: Einstein admet l'existence d'une certaine forme d'éther
Cependant, cette position se modifie à partir de 1916, sous l'influence conjuguée d'une correspondance avec Lorentz, et de polémiques avec le physicien allemand Philipp Lenard. En juin 1916, Lorentz envoie une longue lettre à Einstein dans laquelle il le félicite pour la découverte de la théorie de la relativité générale, pour laquelle il montre un grand enthousiasme, et tente de lui montrer que cette théorie peut être réconciliée avec le concept d'éther stationnaire.
Einstein retourne rapidement une réponse très détaillée aux arguments de Lorentz dans laquelle, pour la première fois, il reconnaît la possibilité d'introduire un nouveau concept d'éther. Toutefois, il rejette énergiquement le caractère stationnaire de l'éther défendu par Lorentz, c'est-à-dire la conception d'un médium rigide qui possède son propre référentiel dans lequel il est au repos, car cela est contraire au principe de relativité. En revanche, il admet la possibilité d'un éther qui ne serait pas un médium doté d'un état de mouvement et donc qui ne violerait pas le principe de relativité. Ce « nouvel éther » serait doté d'un état qui déterminerait le mouvement des objets physiques, dont le comportement métrique serait décrit par le tenseur {\displaystyle g_{ij}}. Mais Einstein ne juge pas ces idées suffisamment mûres et ne publie rien concernant ce « nouvel éther » pendant plus de deux ans.
En juillet 1917, Lenard publie un article Principe de relativité, Éther, Gravitation où il tente de montrer que la théorie de la relativité générale a recyclé le concept d'éther en le renommant « espace », et que cette théorie ne tient pas sans le concept d'éther. En réponse à cet article, Einstein publie en novembre 1918 son premier article explicitant ses nouvelles positions concernant l'éther : Dialogue concernant les accusations contre la théorie de la relativité. Dans cette réponse, il accorde à Lenard que la théorie de la relativité générale implique d'accorder des propriétés physiques à l'espace. En revanche, il dénie que cela signifie un retour à l'éther de Lorentz, possédant un état de mouvement défini.
Hermann Weyl résumera en 1922 la différence fondamentale entre le « nouvel éther » d'Einstein et celui défendu par Lenard, et en quoi l'« éther » de la relativité générale n'est pas celui de Lorentz : « Le vieil éther de la théorie de la lumière était un medium substantiel, un continuum tridimensionnel, dont chaque point P à tout moment t est à un endroit défini p de l'espace; le fait de pouvoir distinguer et suivre l'évolution dans l'espace d'un certain point de l'éther en fonction du temps est un point fondamental », « cet éther est rigide maintenant et à jamais et n'est pas influencé par la matière ». L'éther de la relativité générale est un médium, mais non-substantiel et ne comportant pas de « points » dont on peut suivre le mouvement dans l'espace. Il dote l'espace d'un « champ d'états », possédant une réalité physique, interagissant avec la matière et étant influencée par elle.

### 1920: Le «nouvel éther» d'Einstein, le discours de Leyde
Cela ne suffit cependant pas à calmer les violentes campagnes anti-Einstein, menées notamment par Lenard et Ernst Gehrcke, qui trouvent leur apogée pendant l'année 1920. Loin d'apaiser les critiques contre la relativité générale et le principe de relativité, le fait pour Einstein d'accepter une certaine forme d'éther semble donner du grain à moudre à ses adversaires. Poussé par ces attaques et encouragé par Lorentz, Einstein décide de communiquer officiellement sur son « nouvel éther », lors de son discours d'investiture à l'université de Leyde le 17 octobre 1920, intitulé l’Éther et la théorie de la relativité qui constitue sa première œuvre majeure à propos de l'éther.
Dans ce discours, Einstein commence par exposer les raisons historiques ayant mené les physiciens à imaginer l'existence de l'éther, qui selon lui sont au nombre de deux : le problème de l'action à distance et la découverte des propriétés ondulatoires de la lumière. Le problème de l'action à distance est apparu avec la théorie de la gravitation de Newton, où la question se pose inévitablement de savoir si les forces d'attraction se propagent instantanément et à distance, sans médium de transport, ou au contraire de proche en proche au travers d'un médium. La seconde hypothèse entraîne l'existence d'un éther.
D'un autre côté, le développement de la théorie de l'électromagnétisme, par Maxwell et Lorentz, mène également à imaginer l'existence d'un éther, mais dont aucun modèle mécanique ne s'avère cohérent avec l'expérience. Einstein décrit alors les travaux de Lorentz concernant l'éther, une des seules théories d'éther compatibles avec l'expérience. Dans cette théorie, l'éther est dépourvu de toute propriété mécanique et, présent à la fois dans la matière et dans le vide, est un simple support aux ondes électromagnétiques. De son côté, la matière est dépossédée de toute propriété électromagnétique, n'ayant un rôle à jouer dans l'électromagnétisme uniquement du fait que les particules de matière peuvent posséder une charge électrique, lesquelles sont les seules à se déplacer. Mais Einstein fait remarquer que Lorentz dépouille l'éther de toute propriété mécanique sauf une : son immobilité.
Einstein, dans la deuxième partie du discours, montre alors que la théorie de la relativité restreinte enlève cette dernière propriété mécanique de l'éther, achevant selon lui le mouvement amorcé par Lorentz. Selon cette théorie, les lois de la physique (et spécialement les lois de l’électromagnétisme) sont identiques dans tous les référentiels en translation rectilignes et uniformes les uns par rapport aux autres. Il n'y a dès lors aucune raison physique de distinguer un référentiel particulier dans lequel l'éther serait immobile, apportant une asymétrie qui n'est justifiée ou détectée par aucune expérience physique. Mais Einstein admet qu'il a eu tort d'en conclure l'inexistence de l'éther :
« Mais une réflexion attentive nous enseigne, cependant, que le principe de relativité restreinte n'implique pas de dénier toute existence à l'éther. Nous pourrions admettre l'existence d'un éther ; seulement, nous devons nous abstenir de lui attribuer un état de mouvement, c'est-à-dire que nous devons faire abstraction du dernier attribut mécanique que Lorentz lui a laissé. »
Einstein explique alors, dans la troisième partie du discours, que l'idée d'un éther peut revenir afin d'attribuer des propriétés physiques (autres que mécaniques ou cinématiques) à l'espace, et que l'espace — même dépourvu de matière — ne peut être considéré comme réellement vide. Citant l'exemple du principe de Mach, qui attribue les forces d'inerties comme la force centrifuge aux masses distantes, il énonce le besoin d'un medium pour transmettre l'interaction gravitationnelle de ces masses distantes, tout en soulignant une différence essentielle de ce medium avec tous les éthers imaginés jusqu'alors :
« Cette conception d'un éther, à laquelle mène l'approche de Mach, diffère par un aspect essentiel des éthers de Newton, Fresnel ou Lorentz. L'éther de Mach non seulement conditionne le comportement des masses inertes, mais aussi est conditionné, en ce qui concerne son état, par elles. »
Dans la dernière partie du discours, Einstein explique comment ces idées de Mach ont contribué à mener à la relativité générale et comment la notion d'éther peut évoluer avec cette dernière théorie. Il décrit également les relations de cet éther avec les interactions gravitationnelles et électromagnétiques. L'état de l'éther relativiste est entièrement déterminé en chaque point par son interaction locale avec la matière, et avec les points immédiatement adjacents de l'éther, conformément au principe de localité, cher à Einstein. L'état de l'éther de Lorentz, au contraire, n'est défini que par lui-même et, en l'absence de champ électromagnétique, est le même partout.
Einstein insiste sur le fait que l'on ne peut imaginer de région de l'espace dénuée de potentiel gravitationnel, car c'est ce potentiel qui définit localement la métrique de toute région de l'espace selon la théorie de la relativité générale. En revanche, selon Einstein, une région de l'espace peut tout à fait être conçue dépourvue de tout champ électromagnétique et l'électromagnétisme n'entretient donc qu'une relation secondaire, et non fondamentale avec l'éther dans la mesure où (selon l'état des théories et des réflexions d'Einstein à cette époque sur l'unification des forces électromagnétiques et gravitationnelles) les particules de matière qui influent sur l'éther relativiste sont considérées comme des condensations du champ électromagnétique.
Einstein conclut son exposé sur l'éther par le résumé suivant :
« Nous pouvons résumer comme suit : selon la théorie de la relativité générale, l'espace est pourvu de propriétés physiques, et dans ce sens, par conséquent, il existe un éther. Selon la théorie de la relativité générale, un espace sans éther est impensable, car dans un tel espace non seulement il n'y aurait pas de propagation de la lumière, mais aussi aucune possibilité d'existence pour un espace et un temps standard (mesuré par des règles et des horloges), ni par conséquent pour les intervalles d'espace-temps dans le sens physique du terme. Cependant, cet éther ne peut pas être conçu comme pourvu des qualités des medias pondérables et comme constitué de parties ayant une trajectoire dans le temps. L'idée de mouvement ne peut pas lui être appliqué. »

## L'éther dans la physique contemporaine
Au XXIe siècle, les propriétés ou caractéristiques déconcertantes attribuées par la physique contemporaine au vide (champ de Higgs, énergie du vide, énergie sombre) rappellent étrangement les propriétés mystérieuses de l'éther. Mais les physiciens soulignent bien[réf. nécessaire] qu'il ne s'agit pas de revenir aux hypothèses d'avant 1905.